# Filippo Melegoni
Filippo Melegoni (Bergamo, 18 febbraio 1999) è un calciatore italiano, centrocampista della Carrarese.
È primatista di presenze con le nazionali Under-17 e Under-19 italiane.

## Biografia
Cresciuto ad Azzano San Paolo, si è diplomato presso l'Istituto Dante Alighieri di Bergamo. Ha un fratello maggiore.

## Caratteristiche tecniche
Di ruolo centrocampista, possiede un fisico longilineo che sfrutta al meglio nel gioco aereo. È duttile tatticamente, cosa che gli permette di occupare diversi ruoli e reparti (regista arretrato, mezzala, trequartista); Inoltre Melegoni è dotato di un’ottima tecnica individuale e buona visione di gioco, dispone inoltre di un'eccellente eleganza nei movimenti, di un ottimo tiro da fuori e, soprattutto, di grande personalità e fantasia.

## Carriera

### Club

#### Giovanili
Melegoni inizia a giocare nelle giovanili dell'Atalanta e diventa un centrocampista dotato di atletismo e di una notevole tecnica di base ispirandosi ai suoi idoli d'infanzia Zinédine Zidane e David Beckham.
Dalla stagione 2016-2017 inizia a giocare con la primavera atalantina arrivando a collezionare, in due stagioni, 36 presenze e 3 reti.

#### Atalanta e prestito al Pescara
Muove i primi passi nel mondo del calcio, nel settore giovanile dell'Atalanta, con la quale ha vinto il campionato Under-17 nel 2016.
Convocato da Gian Piero Gasperini in prima squadra, ha debuttato con la stessa il 22 gennaio 2017, partendo da titolare nel successo per 1-0 contro la Sampdoria.
Quella è stata la sua unica presenza con i bergamaschi che il 10 agosto 2018 lo cedono in prestito al Pescara. Debutta con il club adriatico, il successivo 2 settembre nel successo sul Livorno per 2-1: mentre trova il primo e unico gol col Pescara, il 2 dicembre segnando il gol del momentaneo pareggio nella sconfitta contro il Perugia. La sua stagione termina a marzo a seguito della rottura del legamento crociato anteriore rimediata mentre era con l'Under-20 nel marzo 2019. Il 23 luglio 2019 fa ritorno agli abruzzesi, sempre con la formula del prestito.

#### Genoa e vari prestiti
Il 16 settembre 2020 viene ceduto al Genoa in prestito biennale con obbligo di riscatto. Il 13 gennaio 2021 mette a segno la sua prima rete con la maglia dei Grifoni nel corso del match poi perso per 3-2 a Torino contro la Juventus e valevole per gli ottavi di finale di Coppa Italia 2020-2021.
Il 17 dicembre 2021 arriva il suo primo gol in Serie A, siglando l'unica rete nella sconfitta per 3-1 in casa della Lazio.
Nella stagione 2022-2023 passa in prestito allo Standard Liegi.Il 3 settembre 2022 fa il suo esordio ufficiale con i belgi nella prima giornata della Jupiler Pro League, entrando a 10 minuti dalla fine nel successo per 1-0 contro il KV Ostende. Il 23 aprile 2023 mette a segno il suo primo ed unico gol nell'ultima giornata di campionato, nella sconfitta per 3-2 in casa dell'OH Leuven. 
Il 1º settembre 2023 viene ceduto in prestito alla Reggiana. Il 13 gennaio 2024 segna il suo primo gol con gli emiliani, nel pareggio per 2-2 in casa del Pisa. Al termine della stagione torna ai rossoblu.
Dopo aver svolto la preparazione estiva con il club ligure, viene escluso dalla lista ufficiale consegnata alla Serie A, salvo poi essere reintegrato a causa di alcuni infortuni che hanno colpito la rosa genoana.
Passaggio alla Carrarese
Il 24 gennaio 2025 viene ufficializzato il suo acquisto da parte della Carrarese a titolo definitivo, firmando un contratto fino al 2027.

### Nazionale
Dal 2014 al 2018 Melegoni viene convocato nelle varie selezioni giovanili nazionali, dall'Under-15 all'Under-19.
In Under-17 segna il suo primo gol in nazionale nella sconfitta esterna per 1-3 contro i Paesi Bassi e nel 2015 gioca anche i campionati europei di categoria, torneo in cui gli azzurri vengono eliminati ai quarti dalla Francia per 3-0.
Melegoni riceve la prima chiamata in Under-19, allenata da Roberto Baronio per il match contro la Croazia. Il 2 settembre 2016, alla sua seconda presenza,  segna la sua prima rete con l'Under-19 nella partita persa 1-2 contro i pari età della Rep. Ceca.
Il 3 settembre 2020, alla prima convocazione, debutta con la selezione Under-21 nel successo per 2-1 in amichevole contro la Slovenia, andando anche in gol all'esordio.

## Statistiche

### Presenze e reti nei club
Statistiche aggiornate al 13 maggio 2025.
| Stagione        | Squadra         | Campionato      | Campionato | Campionato | Coppe nazionali | Coppe nazionali | Coppe nazionali | Coppe continentali | Coppe continentali | Coppe continentali | Altre coppe | Altre coppe | Altre coppe | Totale | Totale |
| Stagione        | Squadra         | Comp            | Pres       | Reti       | Comp            | Pres            | Reti            | Comp               | Pres               | Reti               | Comp        | Pres        | Reti        | Pres   | Reti   |
| --------------- | --------------- | --------------- | ---------- | ---------- | --------------- | --------------- | --------------- | ------------------ | ------------------ | ------------------ | ----------- | ----------- | ----------- | ------ | ------ |
| 2016-2017       | Atalanta        | A               | 1          | 0          | CI              | 0               | 0               | -                  | -                  | -                  | -           | -           | -           | 1      | 0      |
| 2017-2018       | Atalanta        | A               | 0          | 0          | CI              | 0               | 0               | -                  | -                  | -                  | -           | -           | -           | 0      | 0      |
| Totale Atalanta | Totale Atalanta | Totale Atalanta | 1          | 0          |                 | 0               | 0               |                    | -                  | -                  |             | -           | -           | 1      | 0      |
| 2018-2019       | Pescara         | B               | 13         | 1          | CI              | 0               | 0               | -                  | -                  | -                  | -           | -           | -           | 13     | 1      |
| 2019-2020       | Pescara         | B               | 12+1       | 0          | CI              | 0               | 0               | -                  | -                  | -                  | -           | -           | -           | 13     | 0      |
| Totale Pescara  | Totale Pescara  | Totale Pescara  | 25+1       | 1          |                 | 0               | 0               |                    | -                  | -                  |             | -           | -           | 26     | 1      |
| 2020-2021       | Genoa           | A               | 14         | 0          | CI              | 3               | 1               | -                  | -                  | -                  | -           | -           | -           | 17     | 1      |
| 2021-2022       | Genoa           | A               | 25         | 1          | CI              | 2               | 0               | -                  | -                  | -                  | -           | -           | -           | 27     | 1      |
| ago. 2022       | Genoa           | B               | 0          | 0          | CI              | 1               | 0               | -                  | -                  | -                  | -           | -           | -           | 0      | 0      |
| Totale Genoa    | Totale Genoa    | Totale Genoa    | 39         | 1          |                 | 6               | 1               |                    | -                  | -                  |             | -           | -           | 45     | 2      |
| 2022-2023       | Standard Liegi  | D1              | 21+6       | 1          | CB              | 2               | 0               | -                  | -                  | -                  | -           | -           | -           | 29     | 1      |
| 2023-2024       | Reggiana        | B               | 28         | 1          | CI              | 1               | 0               | -                  | -                  | -                  | -           | -           | -           | 29     | 1      |
| 2024-gen. 2025  | Genoa           | A               | 3          | 0          | CI              | 0               | 0               | -                  | -                  | -                  | -           | -           | -           | 3      | 0      |
| Totale Genoa    | Totale Genoa    | Totale Genoa    | 42         | 1          |                 | 6               | 1               |                    | -                  | -                  |             | -           | -           | 48     | 2      |
| gen.-giu. 2025  | Carrarese       | B               | 10         | 0          | CI              | -               | -               | -                  | -                  | -                  | -           | -           | -           | 10     | 0      |
| Totale carriera | Totale carriera | Totale carriera | 127+7      | 4          |                 | 9               | 1               |                    | -                  | -                  |             | -           | -           | 143    | 5      |

### Cronologia presenze e reti in nazionale
| Cronologia completa delle presenze e delle reti in nazionale ― Italia under 21 | Cronologia completa delle presenze e delle reti in nazionale ― Italia under 21 | Cronologia completa delle presenze e delle reti in nazionale ― Italia under 21 | Cronologia completa delle presenze e delle reti in nazionale ― Italia under 21 | Cronologia completa delle presenze e delle reti in nazionale ― Italia under 21 | Cronologia completa delle presenze e delle reti in nazionale ― Italia under 21 | Cronologia completa delle presenze e delle reti in nazionale ― Italia under 21 | Cronologia completa delle presenze e delle reti in nazionale ― Italia under 21 |
| Data                                                                           | Città                                                                          | In casa                                                                        | Risultato                                                                      | Ospiti                                                                         | Competizione                                                                   | Reti                                                                           | Note                                                                           |
| ------------------------------------------------------------------------------ | ------------------------------------------------------------------------------ | ------------------------------------------------------------------------------ | ------------------------------------------------------------------------------ | ------------------------------------------------------------------------------ | ------------------------------------------------------------------------------ | ------------------------------------------------------------------------------ | ------------------------------------------------------------------------------ |
| 3-9-2020                                                                       | Lignano Sabbiadoro                                                             | Italia under 21                                                                | 2 – 1                                                                          | Slovenia under 21                                                              | Amichevole                                                                     | 1                                                                              | cap.                                                                           |
| 18-11-2020                                                                     | Pisa                                                                           | Italia under 21                                                                | 4 – 1                                                                          | Svezia under 21                                                                | Qual. Europeo Under-21 2021                                                    | -                                                                              | cap.                                                                           |
| Totale                                                                         |                                                                                | Presenze                                                                       | 2                                                                              |                                                                                | Reti                                                                           | 1                                                                              |                                                                                |

## Palmarès

### Club

#### Competizioni giovanili
- Campionato Nazionale Under-17: 1

Atalanta: 2015-2016
- Supercoppa Under-17: 1

Atalanta: 2016
- Torneo Città di Arco: 1

Atalanta: 2016